# Tuwiri Wetan
Tuwiri Wetan is een bestuurslaag in het regentschap Tuban van de provincie Oost-Java, Indonesië. Tuwiri Wetan telt 4650 inwoners (volkstelling 2010).